# Reno Scum
Reno Scum es un tag team de lucha libre profesional estadounidense que consta de Adam Thornstowe y Luster the Legend. Son mejor conocidos por su trabajo en el circuito independiente y son mejores amigos en la vida real. Anteriormente trabajabas con Impact Wrestling, habiendo trabajado anteriormente para Ring of Honor (ROH) y la Global Force Wrestling original. Sus miembros han dicho que «Scum» es un acrónimo que significa Socially Corrupt Underground Militia («Milicia clandestina socialmente corrupta»).

## Carrera en lucha libre profesional

### Global Force Wrestling (2015-2017)
El 24 de julio de 2015, Reno Scum hizo su debut para la promoción Global Force Wrestling (GFW) de Jeff Jarrett, donde participaron en un torneo para coronar a los inaugurales Campeones de Parejas de GFW, derrotando a Los Luchas en cuartos de final. El 23 de octubre de 2015, Reno Scum derrotó a Tease 'N Sleaze (Jacob Austin Young & Joey Ryan) en las semifinales y en la misma noche avanzaron a la final perdiendo ante The Bollywood Boyz.

### Rig of Honor (2015-2016, 2019)
Reno Scum hicieron su debut en Ring of Honor (ROH) en el dark match del evento ROH 13th Anniversary Show, donde fueron derrotados por Adam Page y Jimmy Jacobs. El 27 de febrero de 2016, Reno Scum hizo su debut televisado en Ring of Honor perdiendo ante los ex-Campeones Mundiales de Parejas de ROH The Briscoe Brothers (Jay Briscoe & Mark Briscoe).
Reno Scum hizo un regreso de una sola nocha durante las grabaciones de televisión de ROH del 16 de marzo de 2019 en Sam's Town Hotel and Gambling Hall en Las Vegas, perdiendo ante The Bouncers.

### Impact Wrestling (2017, 2019-2021)
Reno Scum hizo su debut en Impact Wrestling en la edición del 9 de marzo de 2017 de Impact!, donde derrotó a DCC (Kingston & Bram). Sin embargo, no tuvo éxito en ganar el Campeonato Mundial de Parejas de Impact en un combate que fue ganado por The Latin American Xchange (Santana & Ortiz). El 19 de abril, Impact anunció que Adam Thornstowe sufrió un desgarro en el bíceps. El 27 de octubre de 2017, después de meses de inactividad, se informó que habían sido oficialmente liberados de Impact Wrestling.
Reno Scum regresó como enhancement talent para el equipo de KM y Fallah Bahh en un par de combates durante las grabaciones de televisión de Impact! del 15 al 17 de febrero de 2019 en el Sam's Town Hotel and Gambling Hall de Las Vegas. El primer encuentro se transmitió el 1 de marzo y vio a Reno Scum cambiar a heel en un ataque posterior al combate contra sus oponentes. Esto estableció una revancha, que se emitió el 15 de marzo. En una entrevista de Nerd Corp el 20 de marzo de 2019, Thornstowe declaró que Reno Scum no había firmado un contrato con Impact, pero esperaba que los dos pudieran regresar por tiempo completo con la compañía por el verano.
El dúo apareció a continuación en Unbreakable, un especial de Impact Plus del 2 de agosto de 2019 en la Esports Arena en Santa Ana (California), en una lucha por el Campeonato Mundial en Parejas de Impact contra Willie Mack y Rich Swann y los campeones defensores The North (Ethan Page & Josh Alexander). Estos últimos retuvieron, como Thornstowe siendo cubierto.
The North una vez más derrotó a Reno Scum, quien regresó como face para responder al desafío abierto del primero por el Campeonato en Parejas, en la transmisión de Impact! del 23 de agosto de 2019, apodada «Cali Combat», grabada el 4 de agosto en el Oceanview Pavilion en Port Hueneme, California.

## En lucha
- Movimientos fiales
  - Adam Thornstowe
    - Frog splash[17]
    - Okie Killer (Diving double foot stomp)[17]
    - Superkick[17]

  - Luster the Legend
    - Heart punch
    - Double chickenwing
- Movimientos finales en equipo
  - Okie Killer (Combinación de Surfboard (Luster) y Diving double foot stomp (Thronstowe))

## Campeonatos y logros
- All Pro Wrestling
  - APW Tag Team Championship (3 veces)[18]
  - APW Universal Heavyweight Championship (1 vez)[19] - Luster
  - APW Worldwide Internet Championship (1 vez)[20] - Thornstowe

- Championship Wrestling from Hollywood
  - UWN Tag Team Championship (1 vez)[21]

- Future Stars of Wrestling
  - FSW Tag Team Championship (4 veces)[22]

- Pro Wrestling Illustrated
  - Luster fue situado en el puesto #155 de los 500 mejores luchadores individuales en el PWI 500 en 2017[23]
  - Thornstowe fue situado en el puesto #161 de los 500 mejores luchadores individuales en el PWI 500 en 2017[23]

- Supreme Pro Wrestling
  - SPW Tag Team Championship (2 veces)[24]